# Óttarr svarti
Óttarr svarti (Óttarr il Nero) (fl. XI secolo) è stato uno scaldo islandese dell'XI secolo. Fu poeta di corte per Óláfr skautkonungr di Svezia, Óláfr Haraldsson di Norvegia, del re svedese Anund Jacob e di Canuto I d'Inghilterra di Danimarca ed Inghilterra.
Le sue opere sono importanti prove contemporanee sulla vita di Óláfr Haraldsson e di Canuto I.

## Biografia
Óttarr era il nipote di Sigvatr Þórðarson, ed Óttarr scrivendo il poema Hǫfuðlausn su Óláfr Haraldsson si basò particolarmente sull'opera di Sigvatr chiamata Víkingarvísur, che narra le prime spedizioni del re. Una piccola þáttr (storia breve) su Óttarr, Óttars þáttr svarta, è conservata a Flateyjarbók, Bergsbók, Bæjarbók e Tómasskinna.

## Opere
1. Óláfsdrápa sœnska. Versi per il re svedese Olof III di Svezia.
2. Höfuðlausn (chiamato anche Hǫfuðlausn).
3. Knútsdrápa. Versi per Canuto I d'Inghilterra. Knútsdrápur composta da altri poeti che comprende le opere di Sigvatr Þórðarson e Hallvarðr háreksblesi.
4. Lausavísur.

Uno studio del 2002 ha smentito l'idea popolare che la ninna nanna London Bridge is Falling Down fosse basata sulla memoria di un attacco vichingo a Londra, a volte collegato a quello del 1014 di cui si parla in una stanza del Höfuðlausn di Óttarr.